# 无枝拔
无枝拔《新唐书》作半枝跋、千枝：“千枝在西南海中，本南天竺属国，亦曰半枝跋，若唐言五山也”。半枝跋是梵文Panchapalli 的对音，在马来西亚马六甲附近的五屿。
《岛夷志略》作无枝拔：“在阚麻罗华之东南，石山对峙。民垦辟山为田，鲜食，多种薯。气候常热，独春有微寒。俗直。男女编发缠头，系细红布。极以婚姻为重，往往指腹成亲。通国守义，如有失信者，罚金二两重，以纳其主。民煮海为盐，酿椰浆、蕨粉为酒。有酋长。产花斗锡、铅、绿毛狗。贸易之货，用西洋布、青白处州瓷器、瓦坛、铁鼎之属。”。